# رع (فلم 1972)
رع (ويعرف أيضاً ببعثات رع) هو فيلم وثائقي من عام 1972، أخرجه لينارت إهرينبورغ وثور هايردال، ويتناول بعثة ثور هايردال التي نظمها بين عامي 1969 و1970 لمحاولة عبور المحيط الأطلسي في قوارب بردية. رشح الفيلم لجائزة الأوسكار عن أفضل فيلم وثائقي.

## الطاقم
- نورمان بيكر
- روسكو لي براون الراوي
- عبد الله جبرين
- سنتياغو جينوفيس
- ثور هايردال بشخصيته
- كارلو ماوري
- كي أوهارا
- يوري سنيكيفيتش
- جورجيس سوريال

## روابط خارجية
- مقالات تستعمل روابط فنية بلا صلة مع ويكي بيانات